# マティルデ・ハイン
マティルデ・ハイン（Mathilde Hain、1901年3月16日 - 1983年1月12日）は、ドイツの民俗学者、ゲルマニスト、服飾研究家。

## 経歴
ヘッセン州グロースアウハイム（Großauheim,、現ハーナウの一部）に生れ、フランクフルト大学でドイツ学を学び、また中世文学研究のゲルマニストで同大学教授であったユリウス・シュヴィーテリングに就いて民俗学に進んだ。1936年にフンボルト大学ベルリンのアードルフ・シュパーマーの下で助手となった。ナチス・ドイツ末期のドイツ文化省の委託研究のため乗り気ではなかったとされるが、北ヘッセン地方の民俗語彙の研究により教授資格を得て、第二次世界大戦後、フランクフルト大学で長く員外教授の後、正教授となった。民俗学（フォルクスクンデ）の分野ではドイツ語圏における最初の女性教授であった。シュヴィーテリングが説いた機能主義的方法を服飾研究などにおいて実践した。1960年前後にドイツ民俗学の状況を方法論の観点から概観した論考のなかで、ドイツ民俗学の次代の担い手としてレーオポルト・クレッツェンバッハーとヘルマン・バウジンガーを挙げるなど先見的であった。弟子にはベルンヴァルト・デネケやヴォルフガング・ブリュックナーがいる。

## 著作（日本語訳）
- 河野眞訳『ドイツ民俗学とその方法』愛知大学文学会『文学論叢』第86輯（昭和62年）、pp.146-123, 第87輯（昭和63年）、pp.190-169. 原著1962年＝第二版